# Kate Levering
Kate Levering (Sacramento, 3 gennaio 1979) è un'attrice e ballerina statunitense. È nota per il personaggio di Kim Kaswell nella serie televisiva Drop Dead Diva.

## Biografia
Nata a Sacramento, in California, Levering a preso parte a show come Home Improvement, Law & Order: Unità vittime speciali, Cold Case e Witchblade. Ha recitato il ruolo di Jeanne Martin in Martin and Lewis, e quello di Kim Kasswell nella serie TV Drop Dead Diva. Levering è stata candidata al Toni Award alla miglior attrice non protagonista e ha vinto il Fred Astaire Award come miglior ballerina femminile per il suo spettacolo di tip tap in Thou Shalt Not, un musical del 2001 composto da Harry Connick Jr.

## Filmografia

### Cinema
- Un soffio per la felicità (Like Dandelion Dust), regia di Jon Gunn (2009)
- Breaking the Girls, regia di Jamie Babbit (2012)

### Televisione
- Quell'uragano di papà (Home Improvement) – serie TV, 1 episodio (1999)
- Witchblade – serie TV, 1 episodio (2002)
- Law & Order - Unità vittime speciali (Law & Order: Special Victims Unit) – serie TV, 1 episodio (2002)
- Kevin Hill – serie TV, 22 episodi (2004-2005)
- Out of Practice - Medici senza speranza (Out of Practice) – serie TV, 1 episodio (2005)
- CSI: Miami – serie TV, 1 episodio (2006)
- Cold Case - Delitti  irrisolti (Cold Case) – serie TV, episodio 3x14 (2006)
- Medium – serie TV, 1 episodio (2007)
- Ghost Whisperer - Presenze (Ghost Whisperer) – serie TV, 1 episodio (2007)
- Close to Home - Giustizia ad ogni costo (Close to Home) – serie TV, 1 episodio (2007)
- Cashmere Mafia – serie TV, 4 episodi (2008)
- Drop Dead Diva – serie TV, 78 episodi (2009–2014)
- NCIS: Los Angeles – serie TV, episodio 2x07 (2010)
- White Collar – serie TV, 1 episodio (2010)
- Notorious – serie TV, 1 episodio (2016)

## Doppiatrici italiane
Nelle versioni in italiano delle opere in cui ha recitato, Kate Levering è stata doppiata da:
- Barbara De Bortoli in CSI: Miami
- Francesca Guadagno in Cold Case - Delitti irrisolti
- Chiara Colizzi in Ghost Whisperer - Presenze
- Sabrina Duranti in Drop Dead Diva
- Daniela Calò in NCIS: Los Angeles
- Emanuela Rossi in White Collar